# Туркестанска Аутономна Совјетска Социјалистичка Република
Туркестанска Аутономна Совјетска Социјалистичка Република (рус. Туркестанская Автономная Советская Социалистическая Республика) била је краткотрајна држава, формирана на подручју које је некад обухватало руску царску провинцију генерал-гувернаторат Туркестан. Главни град републике био је Ташкент. Врховно владајуће тело републике био је Совјет народних комесара (Турксовнарком).
Првобитно је била формирана као Туркестанска Совјетска Федеративна Република (рус. Туркестанская Советская Федеративная Республика), 30. априла 1918. године. Дана 24. септембра 1920. године, деградирана је на статус аутономне републике у саставу Руске СФСР, а 30. децембра 1922. постала делом Совјетског Савеза. 
Коначно је распуштена 27. октобра 1924. године током прекрајања граница у совјетској средњој Азији по националном кључу. Од њеног јужног дела формирана је Туркменска ССР, а од северних и источних области Узбечка ССР (у чијем су саставу биле Таџичка АССР, Кара-киргиска аутономна област и Кара-калпачка аутономна област).

## Историја
Током Руске империје, територијом Туркестанске АССР се управљало као Туркестански крај, Бухарски емират и Хивски канат. Од 1905. године, пантуркистички идеолози попут Исмаила Гаспринског имали су за циљ да сузбију разлике међу народима који су говорили туркијским језицима, уједињујући их у једну владу.
Ову идеју је подржао Владимир Лењин, а после Октобарске револуције 1917. бољшевици у Ташкенту стварају Туркестанску АССР. Међутим, у фебруару 1918. Исламски савет и Савет интелигенције састали су се у граду Коканду и прогласили супарничку Туркестанску Аутономну Републику, борећи се са бољшевичким снагама до 1920-их као део конзервативна побуна Басмачија.
Туркестанска Совјетска Федеративна Република је званично проглашена 30. априла 1918. године.
Крајем 1917. године, ТСФР је одсечена од РСФСР побуном Оренбуршких козака, али се, упркос опкољењу непријатељских држава, одржала до доласка Црвене армије у септембру 1919. након контраофанзиве Источног фронта.
У међувремену, дошло је до борбе за моћ међу комунистима између оних који су за пантуркистичку владу попут Турара Рискулова и Турсуна Хоџајева, и оних који су за поделу совјетског Туркестана на мање етничке или регионалне јединице, као што су Фајзула Хоџајев и Акмал Икрамов. Ова друга група је победила, пошто је национално разграничење у централној Азији почело 1924. године. Након распада, Туркестанска АССР је подељена на Узбечку ССР (сада Узбекистан), Туркменску ССР (сада Туркменистан) са Таџикистанском АССР (сада Таџикистан), Кара-Киргишку аутономну област (сада Киргистан) и Каракалпачку аутономну област (сада Аутономна Република) у саставу Узбекистана као Каракалпакија.